# Larry Niven
Laurence van Cott Niven (Los Angeles, Kalifornia, 1938. április 30. –) amerikai sci-fi-író. Az egyik leghíresebb regénye az 1970-es Gyűrűvilág (Ringworld), amelyért Hugo, Locus-, Ditmar-, és Nebula-díjat kapott. Művei általában a hard sci-fi műfajába tartoznak, a reáltudományok, az elméleti fizikai elképzeléseire támaszkodnak és gyakran tartalmaznak detektív- és kalandregényi elemeket. A The Magic Goes Away fantasy-sorozatában a mágiát nem megújuló erőforrásként alkalmazza.

## Életrajza
Niven rövid ideig a Caltechre járt, majd 1962-ben a kansasi Washburn University matematika szakán végzett, pszichológia alapszaki specializációval. Egy évig a UCLA matematika szakán végzett posztgraduális kutatást, azóta is a Los Angeles-i külvárosokban lakik – ez a város számos művében is megtalálható. 1969. szeptember 6-án vette feleségül a szintén sci-fi rajongó Marilyn Joyce "Fuzzy Pink" Wisowatyt.

## Munkássága
Niven számos sci-fi novellát és regényt írt. Első novellája az 1964-es The Coldest Place, amely a Merkúr árnyékos oldalát mutatta be a címben is szereplő leghidegebb helyként. A novella írásánál még úgy gondolták, hogy a Nap tömegvonzása miatti árapály-jelenség a Merkúr kötött tengelyforgással rendelkezik. A novella megjelenése előtti pár hónapban elavulttá vált, amikor ez az elmélet a csillagászati megfigyelések miatt megdőlt. A Worlds of If 1964. decemberi számában megjelent első novellájáért Niven 25 dollárt kapott.
Számos sci-fi tévésorozathoz írt forgatókönyvet, többek között az 1974-es Land of the Lost sorozathoz és az Star Trek rajzfilmsorozatához. Az Inconstant Moon novellája alapján készült a Végtelen határok egyik 1996-os epizódja.
Niven műveinek nagy része az általa létrehozott Ismert Űr univerzum több ezer évet átölelő idősíkjának egy-egy epizódját dolgozza fel. Ebben az emberiség több naprendszert is benépesít és számos földönkívüli fajjal találkozik, többek között a regényeiben gyakran központi szerephez jutó, agresszív, macskaformájú kzinekkel és a technológiailag fejlett de gyáva Pierson Bábosokkal. A Gyűrűvilág-sorozat is az Ismert Űrben játszódik.
A The Magic Goes Away fantasy-sorozat az 1973-as olajválság premisszáját veszi alapul: a varázsláshoz egy nem-megújuló erőforrás, mana szükséges, amelynek kimerülése a varázslás korlátozásához, technológiai jellegű, szabály-alapú felhasználásához vezet.
A Draco Tavern-sorozat szintén független az Ismert Űrtől; Niven egy számos földönkívüli fajt kiszolgáló kocsmáros nézőpontjából mutat be egy szeszélyes univerzumot.

## Művei
Ringworld (Gyűrűvilág)
1. Ringworld (Gyűrűvilág) (1970)
2. The Ringworld Engineers (1980)
  - Guide to Larry Niven's Ringworld (1994) (Kevin Steinnel közösen)
3. The Ringworld Throne (1996)
4. Ringworld's Children (2004)

Man-Kzin antológiák
1. Man-Kzin Wars (1988)
2. Man-Kzin Wars II (1989)
3. Man-Kzin Wars III (1990)
4. Man-Kzin Wars IV (1991)
5. Man-Kzin Wars V (1992)
6. Man-Kzin Wars VI (1994)
7. Man-Kzin Wars VII (1995)
8. Man Kzin Wars VIII: Choosing Names (1998)
9. Man-Kzin Wars IX (2002)
10. Man-Kzin Wars X: The Wunder War (2003)
11. Man-Kzin Wars XI (2005)
12. Destiny's Forge (2007)
13. Man-Kzin Wars XII (2008)

- World of Ptavvs (1966)
- A Gift From Earth (1968)
- Neutron Star (1968)
- The Shape of Space (1969)
- Protector (1973)
- Tales of Known Space: The Universe of Larry Niven (1975)
- Three Books of Known Space (1989)
- The Long Arm of Gil Hamilton (1976)
- The Patchwork Girl (1980)
- World of Ptavvs / A Gift From Earth / Neutron Star (1991)
- Flatlander: The Collected Tales of Gil 'the Arm' Hamilton (1995)
- Fleet of Worlds Larry Niven és Edward M. Lerner (2007)

### Jerry Pournelle-lel közösen
- Inferno (1976)
- Lucifer's Hammer (1977)
- Oath of Fealty (1982)
- Footfall (1985)
- Moties

1. The Mote in God's Eye (Szálka Isten szemében; A szálkák) (1974)
2. The Gripping Hand a The Moat Around Murcheson's Eye (1993)

- Golden Road

1. The Burning City (2000)
2. Burning Tower (2005)

- Heorot (Steven Barnes-szal és Jerry Pournelle-lel)

1. The Legacy of Heorot (1987)
2. Beowulf's Children (1995)
3. Destiny's Road (1997)

### Dream Park (Steven Barnes-szalközösen)
1. Dream Park (Álompark) (1981)
2. The Barsoom Project (1989)
3. The California Voodoo Game (1992)

- The Descent of Anansi (1982)
- Achilles' Choice (1991)
- Saturn's Race (2001)

### The State
1. A World Out of Time (Időn kívüli világ) (1976)
2. The Integral Trees (1984)
3. The Smoke Ring (1987)

### Magic Goes Away
1. The Magic Goes Away (1978)
2. The Magic May Return (1981)
3. More Magic (1984)
4. The Time of the Warlock (Greendragon Press) (1984)
  - The Magic Goes Away Collection (2005)

### Rajzolt regények és comics-ok
- Death By Ecstasy: Illustrated Adaptation of the Larry Niven Novella (1991)
- Green Lantern: Ganthet's Tale (1992, John Byrne-nal közösen)
- The Magic Goes Away, illustrálta: Jan Duursema, DC Comics
- "Not Long before the End" Marvel Comics és Unknown Worlds of Science Fiction.

### Novelláskötetei
- All the Myriad Ways (1971)
- The Flight of the Horse (1973)
- Inconstant Moon (1973)
- A Hole in Space (1974)
- Convergent Series (1979)
- Niven's Laws (1984)
- Limits (1985)
- N-Space (1990)
- Playgrounds of the Mind (1991)
- Bridging the Galaxies (1993)
- Crashlander (1994)
- Scatterbrain (2003)
- Larry Niven Short Stories Volume 1 (2003)
- Larry Niven Short Stories Volume 2 (2003)
- Larry Niven Short Stories Volume 3 (2003)
- The Draco Tavern (2006)

## Magyarul megjelent művei

### Regények
- Larry Niven–Steven Barnesː Álompark (1981); ford. Várkonyi Gábor; Phoenix Könyvek, Debrecen, 1992 (Science fiction & fantasy)
- Időn kívüli világ (1976); Hajja, Debrecen, 1993 (Science fiction & fantasy)
- Gyűrűvilág (1970); ford. Hoppán Eszter; Neotek, Bp., 1995
- Larry Niven–Jerry Pournelleː Szálka Isten szemében (1974); ford. Békési József; Aquila–Cherubion, Debrecen, 1998 (Galaxis sf könyvek)
- Larry Niven–Jerry Pournelleː A szálkák. A Szálka Isten szemében 2. része; ford. Békési József; Aquila–Cherubion, Debrecen, 1999 (Galaxis sf könyvek)

### Novellák és novelláskötetek
- Nem sokkal a vége előtt / Mire jó az üvegtőr? / A mágia elenyészik; Cherubion, Debrecen, 1994 (Osiris könyvek)[1]
- Az alakváltó fegyver (The Soft Weapon) (1967) – Galaktika 227., 228., 229.
- A birodalom emléke (A Relic of the Empire) (1966) – Galaktika 42.
- A leviatán (Leviathan!) (1970) – Galaktika 50.
- Neutroncsillag (Neutron Star) (1966) – Galaktika 42.
- A lyukember (The Hole Man) (1974) – Galaktika 110.
- A nagy utazás – Galaktika 121.
- A Naprendszer peremén (The Borderlands of Sol) (1975) – Galaktika 116.
- Apály (There is a Tide) (1968) – Galaktika 108.
- Az ellenség (The Warriors) (1966) – Galaktika 109.
- Az ember, aki nem akar... – Galaktika 113.
- Kivárni – Galaktika 106.
- Polipszem (Eye of an Octopus) (1966) – Galaktika 107.
- A valóság – Galaktika 153.

## Díjai

### Nebula-díj
Összesen 8 jelölés, ebből egy díjazott:
- 1970: Ringworld (Gyűrűvilág) (legjobb regény)[2]

### Hugo-díj
Összesen 19 jelölés, ebből öt díjazott:
- 1967: Neutron Star (Neutroncsillag) (legjobb novella)[2]
- 1971: Ringworld (Gyűrűvilág) (legjobb regény)[2]
- 1972: Inconstant Moon (legjobb novella)[2]
- 1975: The Hole Man (legjobb novella)[2]
- 1976: The Borderland of Sol (legjobb novella)[2]

### Locus-díj
Összesen 46 jelölés, ebből 13 jelölés a minden idők legjobb Locus-díjára; négy díjazott:
- 1970: Ringworld (Gyűrűvilág) (legjobb regény)[2]
- 1980: Convergent Series (egyéni író gyűjteménye)[2]
- 1984: Integral Trees (legjobb regény)[2]
- 2001: The Missing Mass (legjobb novella)[2]

### Ditmar-díj
- 1972: Ringworld (Gyűrűvilág) (legjobb külföldi sci-fi)[2]
- 1973: Protector (legjobb külföldi sci-fi)[2]

### Prometheus-díj
- 1992: Fallen Angels (legjobb regény)[2]

### Seiun-díj
- 1998: Fallen Angels (legjobb külföldi regény)[2]